# Sayur Matua (Barumun Tengah)
Sayur Matua is een bestuurslaag in het regentschap Padang Lawas van de provincie Noord-Sumatra, Indonesië. Sayur Matua telt 107 inwoners (volkstelling 2010).